# Gugelingen
Gugelingen (Guglingen) ist eine Dorfwüstung westlich von Helmlingen in der Rheinaue.

## Geschichte
Gugelingen war ein Allod im Besitz der Herren von Lichtenberg. In deren Herrschaft Lichtenberg war es Teil des Amtes Lichtenau. 1335 nahmen die mittlere und die jüngere Linie des Hauses Lichtenberg eine Landesteilung vor. Dabei fiel das Amt Lichtenau – und damit Gugelingen – an Ludwig III. von Lichtenberg, der die jüngere Linie des Hauses begründete.
Mitte des 15. Jahrhunderts war Gugelingen noch ein Bestandteil des Amtes Lichtenau, später ist es wüst gefallen, der genaue Zeitpunkt dafür ist nicht bekannt.